# Georg von Bayern

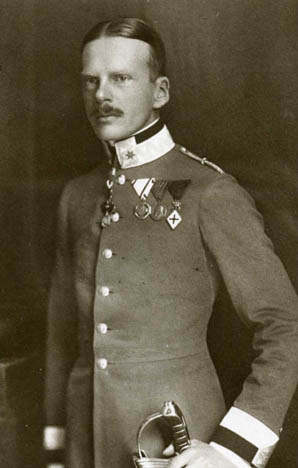
Prinz Georg von Bayern in österreichischer Uniform, um 1908.

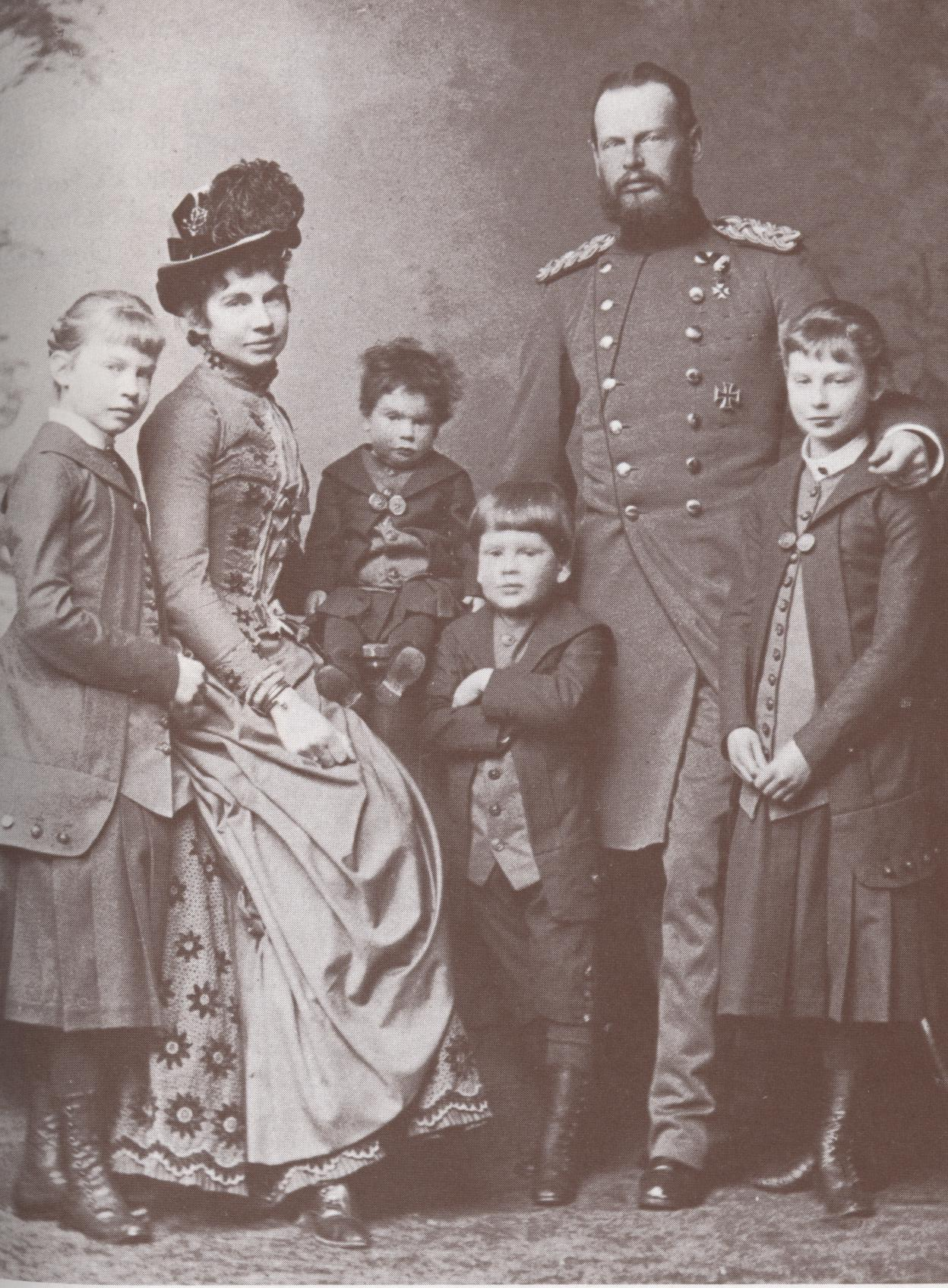
Prinz Georg von Bayern (Bildmitte stehend) mit seinen Eltern und Geschwistern; 1885.

Georg Franz Josef Luitpold Maria von Bayern (* 2. April 1880 in München, Königreich Bayern; † 31. Mai 1943 in Rom) war ein Prinz von Bayern, später katholischer Priester und Prälat der Römischen Kurie in Rom.

## Leben

### Prinz und Soldat
Georg von Bayern war ein Prinz aus dem bayerischen Königshaus der Wittelsbacher, Sohn des Prinzen Leopold von Bayern, dem Bruder des letzten bayerischen Königs, und Gisela von Österreich, der Tochter von Kaiser Franz Joseph von Österreich. Prinz Georg von Bayern war somit der Enkel Kaiser Franz Josephs und dessen Gemahlin Elisabeth von Österreich, genannt „Sisi“, ebenso wie von Prinzregent Luitpold von Bayern.
Am 1. April 1897 (der Tag vor seinem 17. Geburtstag) trat Prinz Georg als Leutnant beim Bayerischen Infanterie-Leib-Regiment in die Bayerische Armee ein. Zum 8. Februar 1903 wurde er Oberleutnant und wechselte ins 1. Schwere Reiter Regiment, um auch die Kavallerie kennenzulernen. Hier avancierte er am 27. Oktober 1905 zum Rittmeister, am 26. Oktober 1906 zum Major. Ab 1908 war der Prinz auch ehrenhalber österreichischer Rittmeister bzw. Major im Mährischen Dragoner Regiment Nr. 11. Es wird überdies berichtet, dass Georg von Bayern während seiner Militärzeit ein begeisterter Boxsportler gewesen sei. 
Er heiratete die Erzherzogin Isabella von Österreich-Teschen, Tochter von Erzherzog Friedrich von Österreich-Teschen und Prinzessin Isabella von Croy, am 11. Februar 1912 auf Schloss Schönbrunn in Wien. Das Paar verbrachte die Flitterwochen in Wales, Paris und Algier, trennte sich aber aus privaten Gründen noch während der Hochzeitsreise. Nach weniger als einem Jahr bestätigte der Oberste Bayerische Gerichtshof am 17. Januar 1913 die Scheidung, der Hl. Stuhl in Rom erklärte die Ehe mit Datum vom 5. März desselben Jahres als annulliert da sie nach übereinstimmenden Angaben beider Partner nicht vollzogen wurde.

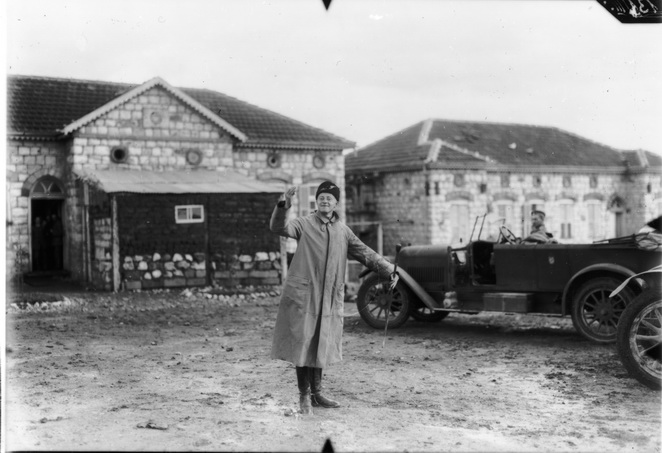
Prinz Georg auf Besuch bei Bayerischen Fliegern der Palästinafront in Merchavia, 1917

Im Ersten Weltkrieg stand Prinz Georg von Bayern als Offizier an der West- und der Ostfront, erhielt das Eiserne Kreuz I. Klasse sowie andere Auszeichnungen und erreichte den Rang eines Obersten.
Seine ehemalige Gattin Erzherzogin Isabella betätigte sich während dieser Zeit als Krankenschwester in der Gemeinsamen Armee, habe sich dabei in den Chirurgen Paul Albrecht (1873–1928) verliebt und sich sogar mit ihm verlobt. Der Kaiser habe jedoch die Ehe mit dem bürgerlichen Arzt verboten (Habsburger Hausgesetze), und Isabella heiratete bis zu ihrem Tod am 6. Dezember 1973 in La Tour-de-Peilz, Schweiz, nicht mehr.

### Priester und Prälat

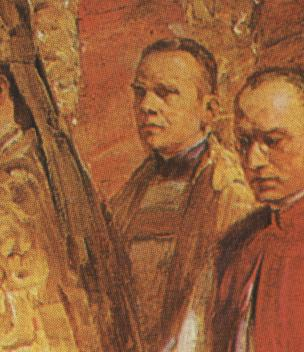
Priester Georg, 1923

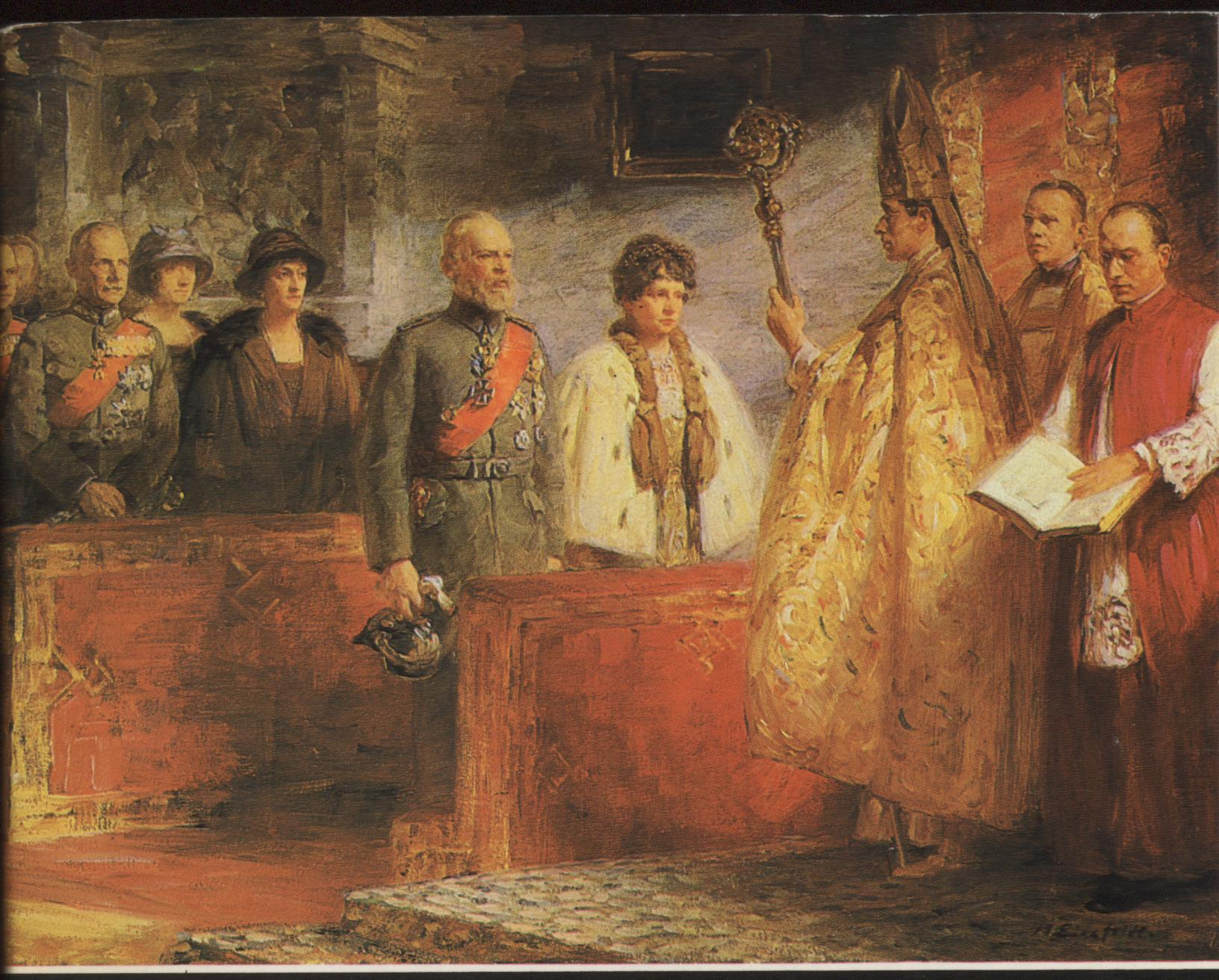
Goldene Hochzeit der Eltern von Priester Georg, München 1923. Dieser steht rechts hinter dem Nuntius Eugenio Pacelli, dem späteren Papst Pius XII. Am linken Bildrand ist Rupprecht von Bayern zu sehen.

Georg begann 1919 in Innsbruck ein Studium der Katholischen Theologie und wurde am 21. März 1921 zum Priester geweiht. Er promovierte anschließend in Innsbruck in Kirchenrecht und ging nach Rom, wo er seine Studien fortsetzte und 1925 an der Päpstlichen Akademie graduiert wurde. Papst Pius XI. ernannte ihn am 18. November 1926 zum Päpstlichen Hausprälaten mit der Anrede „Monsignore“, 1930 zum Domherrn von St. Peter. Pius XII. beförderte ihn mit Datum vom 12. November 1941 zum Apostolischen Protonotar, einem der höchsten Päpstlichen Ehrentitel. In Rom war der Wittelsbacher bekannt und beliebt unter dem Kosenamen „Monsignore Georgio“. Er war sehr aktiv unter den dort ansässigen Deutschen, besonders den Bayern, und verfügte im Vatikan über beste Kontakte. Er fungierte inoffiziell als Mittelsmann des Hochadels in den Vatikan und des Hl. Stuhls in die Hochadelskreise. Mit römischen Besuchern seiner eigenen Familie pflegte Prinz Georg stets Kontakte, besonders mit seinem Cousin Kronprinz Rupprecht von Bayern, der 1939 vor den Nationalsozialisten nach Rom geflüchtet war. Ebenso blieb er ständig in Verbindung mit dem anderen dort ansässigen oder zu Besuch weilenden Hochadel, der oftmals zu seiner Verwandtschaft zählte. Er nahm u. a. 1930 an der Hochzeit des späteren italienischen Königs Umberto II. und seiner Frau Marie José von Belgien teil; ebenso 1935 an der Trauung des spanischen Infanten Jaime de Borbón. 1938 arrangierte er die Überführung des im bayerischen Exil verstorbenen Königspaares Franz II. von Sizilien und seiner Frau Marie geb. Prinzessin in Bayern, die eine Schwester seiner Großmutter war. Die beiden Toten wurden in der römischen Kirche „Santo Spirito in Sassia“ beigesetzt.
Während seiner römischen Zeit lebte Prinz Georg in der Villa San Francesco mit den dortigen Waldbreitbacher Franziskanerbrüdern (Regularterziaren), die sich der Krankenpflege verschrieben haben.
Georg von Bayern starb mit 63 Jahren in Rom. Beigesetzt wurde er auf dem Campo Santo Teutonico. Er gehörte seit 1929 der dortigen „Erzbruderschaft zur schmerzhaften Muttergottes der Deutschen und Flamen“ an. Prinz Georg soll sich – ähnlich dem Ordensgründer der Waldbreitbacher Franziskanerbrüder, Peter Wirth – bei der Pflege von Kranken mit Tuberkulose angesteckt haben und verstarb laut Meldung des „Osservatore Romano“ vom 2. Juni 1943, nach längerer Krankheit. Testamentarisch hinterließ er Geld für neue Bronzetore der Peterskirche. Von seiner Stiftung wurde u. a. das „Tor des Todes“ von Giacomo Manzù und das „Tor der Sakramente“ von Venanzo Crocetti finanziert.
Der deutsche Künstler Arno Breker schuf 1933 eine Büste des Prälaten.